# Rudolf Spade
Rudolf Spade (* 12. März 1928; † 20. Februar 2005 in Berlin) war ein deutscher Schauspieler, Hörspielsprecher und Autor.

## Leben

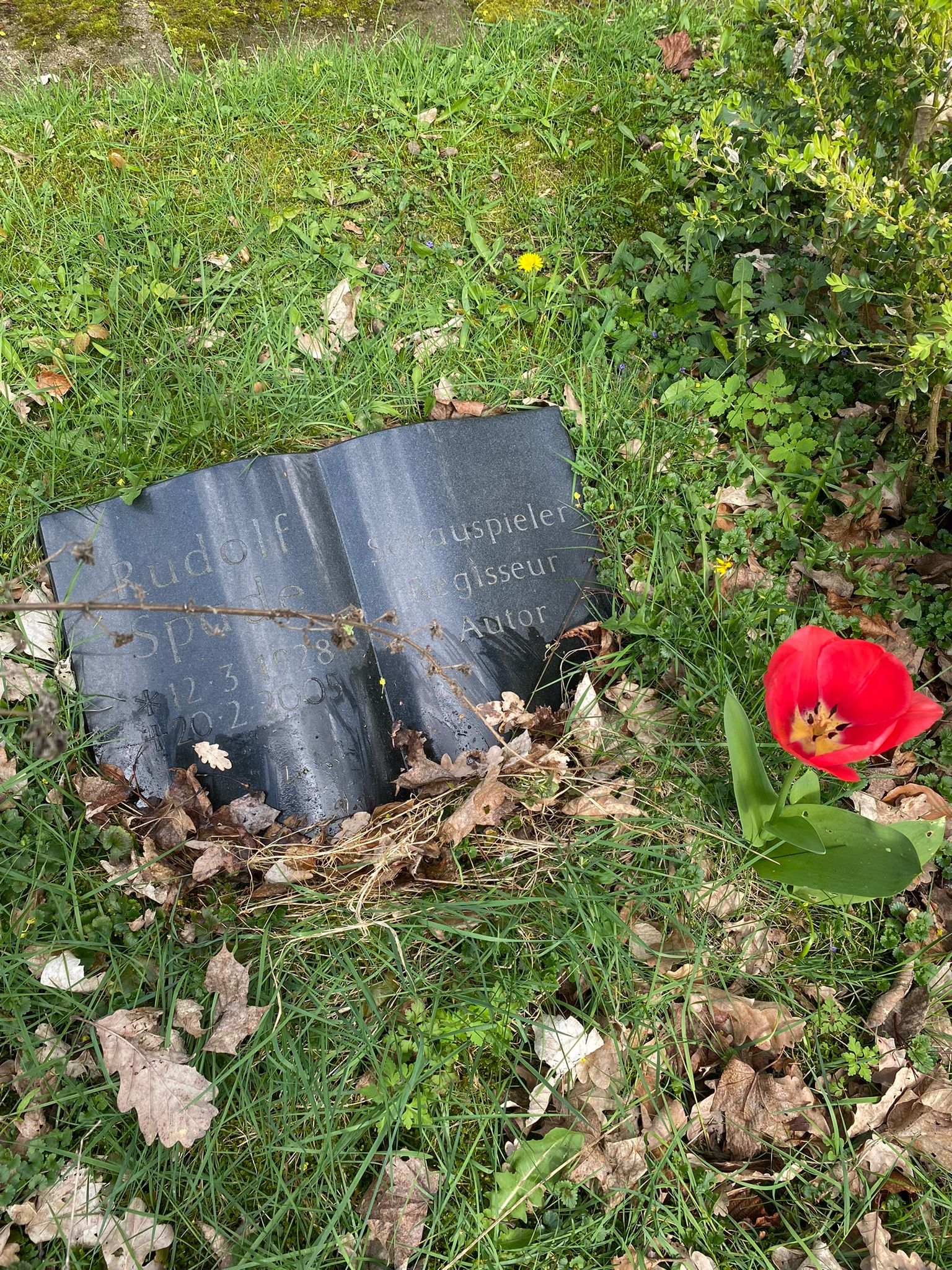
Grabstätte auf dem Friedhof Lilienthalstraße

Über das Leben des 1928 geborenen Rudolf Spade sind nur lückenhafte Informationen vorhanden. Aus den Angaben seines künstlerischen Lebenswegs ist zu erkennen, dass er bis Mitte der 1950er Jahre in der Bundesrepublik lebte, um dann in die DDR zu übersiedeln. Hier wurde er 15 Jahre lang durch das Ministerium für Staatssicherheit observiert und erhielt Berufsverbot. In dieser Zeit verfasste er bereits Schriften zur Kulturarbeit in der DDR. Ab den 1980er Jahren konnte er wieder vermehrt in seinem Beruf arbeiten. Nach der Wende eröffnete er einen Weinhandel und eine Agentur.
Durch ein familiäres Ereignis fühlte er sich angeregt, ein extremes Suchtproblem in den Griff zu bekommen. Wegen seiner Schwerbehinderung und chronischen Erkrankung konnte er seinen Bühnenberuf nicht mehr ausüben. Jetzt in Köln lebend, begann er seine Biographie aufzuschreiben, die 1997 unter dem Titel Die Rucksackgeschichte veröffentlicht wurde. Das war der Beginn seiner schriftstellerischen Tätigkeit.
Rudolf Spade verstarb 2005 im Alter von 76 Jahren in Berlin. Er wurde auf dem Friedhof Lilienthalstraße beigesetzt.

## Filmografie
- 1980: Das Mädchen Störtebeker (Fernseh-Fünfteiler)
- 1981: Der Dicke und ich
- 1982: Die Gerechten von Kummerow
- 1985: Junge Leute in der Stadt
- 1988: Polizeiruf 110: Eine unruhige Nacht (Fernsehreihe)
- 1990: Die Architekten
- 1995: Stadtklinik (Fernsehserie, 1 Episode)
- 1997: Die Wache (Fernsehserie, 1 Episode)

## Theater
- 1952: William Shakespeare: Hamlet – Regie: Herbert Maisch (Bühnen der Stadt Köln in der Aula der Universität zu Köln)
- 1956: Aleksander Fredro: Damen und Husaren (Feldprediger) – Regie: Günter Klingner (Stadttheater Döbeln)
- 1975: Bertolt Brecht: Mann ist Mann (Blutiger Fünfer) – Regie: Lutz Günzel (Stadttheater Prenzlau)

## Hörspiele
- 1957: John P. Wynn: Die ungezähnte Penny-Marke – Regie: Kurt Meister (Kriminalhörspiel aus der Reihe Anwalt Gordon Grantley plaudert aus seiner Praxis – WDR)
- 1994: Georg Ihmann: Die unsichtbare Waffe (Josef Rombach) – Regie: Joachim Schmidt von Schwind (Kriminalhörspiel – DW)
- 1994: Leonhard Reinirkens: Weihnachtsgeister (Pflasterer) – Regie: Joachim Schmidt von Schwind (Hörspiel – DW)
- 1995: Lilly Axster: Gestohlenes Meer (Moffe 2)– Regie: Angeli Backhausen (Kinderhörspiel – WDR)
- 1996: Christian Heidsieck: Der enteignete Körper (Wacher) – Regie: Dieter Carls (Hörspiel – WDR)
- 1998: Karlheinz Koinegg: Das Phantom vom Dom (Direktor) – Regie: Klaus-Dieter Pittrich (Kinderhörspiel – WDR)
- 1999: Klaus-Dieter Pittrich: Ganz schön mutig (Pförtner) – Regie: Petra Feldhoff (Hörspiel – WDR)
- 1999: Vladimir Nabokov: Lolita (Tom) – Regie: Walter Adler (Hörspiel, 1. Teil – WDR)
- 1999: Minette Walters: Das Echo (Glen Hopkins) – Regie: Norbert Schaeffer (Kriminalhörspiel – WDR)
- 2002: Luis Sepúlveda: Tagebuch eines sentimentalen Killers (Wachmann) – Regie: Michael Wehrhan (Kriminalhörspiel – WDR)

## Werke
- 1997: Die Rucksackgeschichte, Herausgeber: Herdecke/Scheffler, ISBN 978-3-92988-525-5
- 2002: Solange ich schaffe, lebe ich: Altenreport aus Betroffenheit, Herausgeber: Katrin Fischer Verlag, ISBN 978-3-89514-357-1
- 2002: Der Mann mit dem Goldzahn und einer tätowierten Glatze, Herausgeber: Katrin Fischer Verlag, ISBN 978-3-89514-340-3
- 2004: Von denen, die auszogen, das Fürchten zu lernen. Die Wolgadeutschen als Opfer in einer Kette von Katastrophen, ISBN 978-3-83340-772-7